# 仁濟醫院林百欣中學
仁濟醫院林百欣中學（英語：Yan Chai Hospital Lim Por Yen Secondary School，簡稱YCHLPYSS），是一所津貼中學。中一至中六級各設4班，為仁濟醫院創辦的第一所中學，位於香港新界荃灣荃景圍的一座連環型校舍，於1979年申辦，並獲批准及以私人協約批地方式撥出校舍，同年獲企業家林百欣捐款100萬港元贊助，因而冠名，並於1982年正式創立。

## 抱負
貫徹「尊仁濟世」精神，提供優質全人教育，培育學生成為國家棟樑。

## 使命
秉承「尊仁濟世」的辦學精神，為學生提供優質的全人教育，讓學生能積極學習、自律守規、盡責明分、明辨是非、尊重別人。

## 歷任校長
1. 梁明淳先生　Mr. Leung Ming Shun（1982-1987）
2. 黃葉慧瑩女士　Mrs. Diana Wong（1987-1990）
3. 周徐立修女士　Mrs. Lisu Zee Chow（1990-2000）
4. 鄭偉光先生　Mr. Cheng Wai Kwong（2000-2005）
5. 譚淑賢女士　Ms. Tam Shuk Yin Lancy（2005-2006）
6. 陳惠瑩女士　Ms.Chan Wai Ying（2006-2008）
7. 曹達明先生　Mr. Tso Tat Ming（2008-2024）
8. 熊國章先生　Mr. Hung Kwok Cheung（2024-）

## 屬校制服團體
- 香港童軍荃灣第24旅[3]
- 香港女童軍新界第28隊
- 香港紅十字青年團第252團

## 著名校友
- 湯道生：香港騰訊高級副總裁，香港中學會考六優，斯坦福大學 (Stanford University) 獲得電子工程碩士學位。
- 鄭航勇：聖公會林護中學校長。
- 唐寧：藝人 、香港著名女演員，原名江麗娜，童星出身，現移居紐西蘭。
- 蔣家旻：香港女藝人，現為無綫電視經理人合約女藝員。
- 鄧鈞耀（Dawn）：香港男歌手，Faith前成員。
- 陳鈺麟（床哥）：香港著名YouTuber JFFT組合成員。

## 軼聞
- 2004年12月，一名學生參加學校舉辦的「西安五天遊學團」，隨團返回深圳後擅自離團失蹤，在廣州流浪二十多日後始因花盡身上金錢與廣州的叔父聯絡輾轉接回香港。該名學生聲稱因不滿父母管教過嚴及不堪功課壓力，繼而出走尋找獨立自主生活。[4][5]
- 2013年5月3日，林百欣中學聯同其他仁濟醫院屬下中學、何傳耀中學、柴灣角天主教小學等假荃灣城門谷運動場，舉辦「共建三十．同創世紀」齊破健力士世界紀錄活動，並成功刷新「最多人同時進行數多酷」之世界紀錄，人數突破三千人。[6]

## 圖像

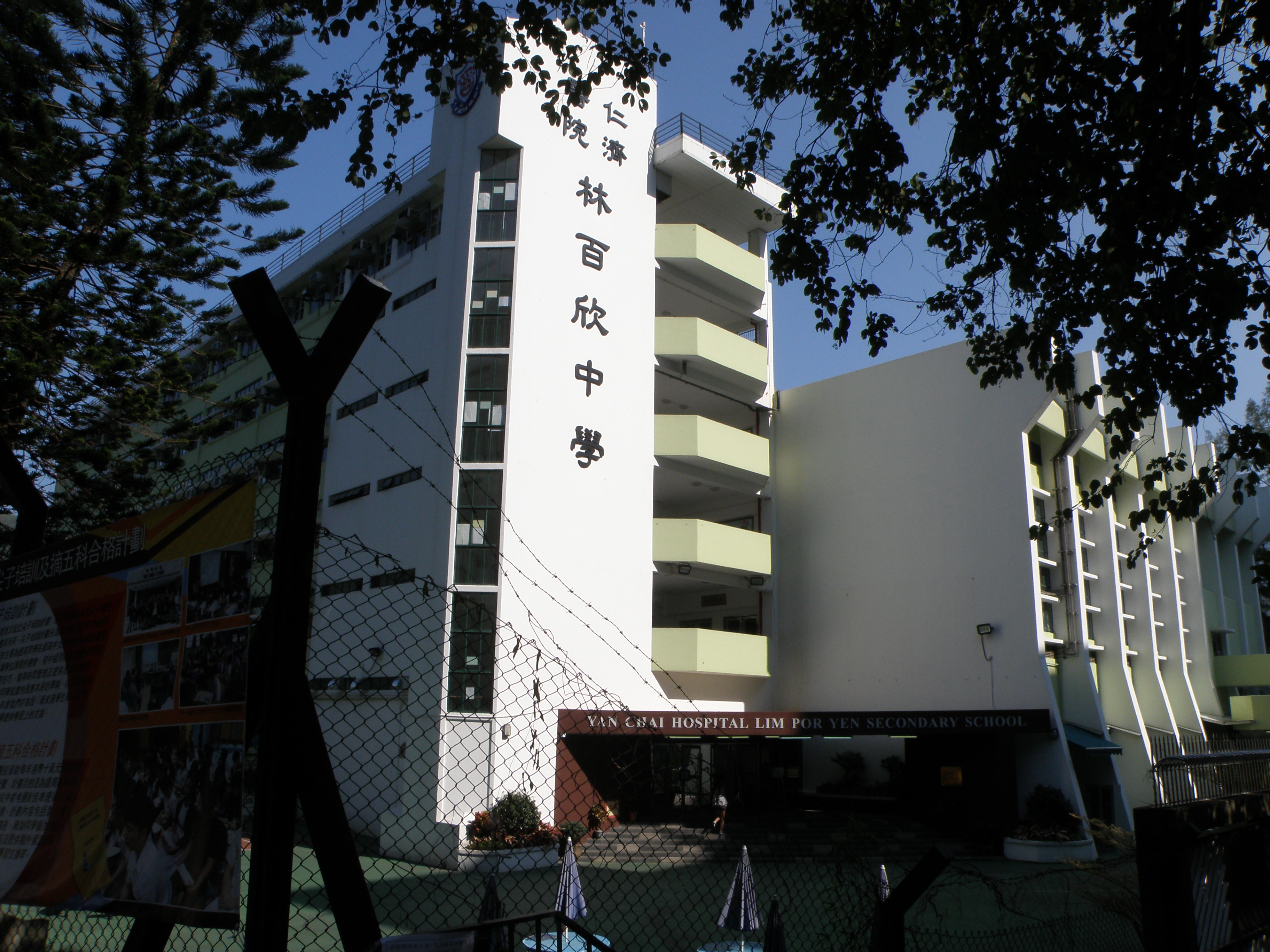
入口翻新前的校舍（2014年）
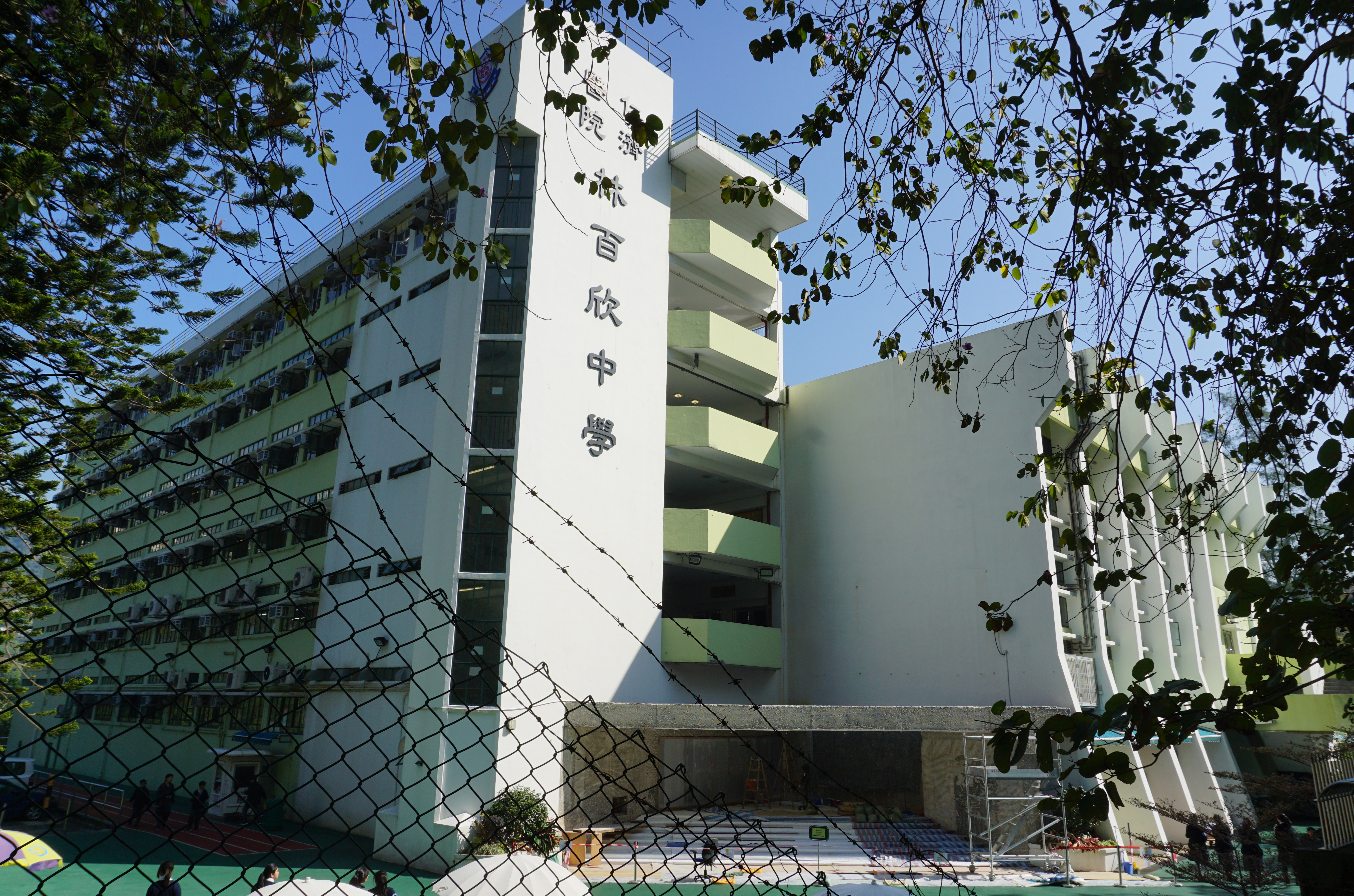
入口翻新中的校舍（2018年）

## 外部連結
- 學校網頁 （页面存档备份，存于）
- Schooland學校概覽 （页面存档备份，存于）